# Hoj
Hoj kan även vara ett slanguttryck för cykel eller motorcykel.
Hoj, ett omkring 20 meter långt, flatbottnat fartyg, som under 1500- och 1600-talen användes att föra gods och passagerare på kortare resor längs Englands och Nederländernas kuster. Den engelska hojen var tacklad med endast en mast och hade storseglet försett med bom.